# Perbaungan
Perbaungan est une ville d’Indonésie située dans province de Sumatra du Nord sur l’île de Sumatra.

## Démographie
En 2005, sa population était de 157 400 habitants.